# Marco Greco
Marco Greco, född den 1 december 1963 i São Paulo, Brasilien, är en brasiliansk racerförare.

## Racingkarriär
Greco tävlade i det brittiska mästerskapet i formel 3 1987, följt av tre säsonger i formel 3000. Han började tävla i USA från och med 1992 i Indy Lights, och körde sedan resten av 1990-talet i CART och IRL. Greco hade inga framgångar alls i CART, men lyckades väl i IRL, där han blev delad trea i mästerskapet 1997. Han tog en pole position i serien, men lyckades inte att vinna någon tävling.

## IndyCar

### Tredjeplatser
| Nr | Bana  | År   |
| -- | ----- | ---- |
| 1  | Dover | 1997 |

### Pole positioner
| Nr | Bana          | År   |
| -- | ------------- | ---- |
| 1  | New Hampshire | 1997 |